# Wodziłówka
Wodziłówka [vɔd͡ʑiˈwufka] est un village polonais de la gmina de Knyszyn dans le powiat de Mońki et dans la voïvodie de Podlachie. Il se situe à environ 5 kilomètres à l'est de Knyszyn, à 15 kilomètres au sud-est de Mońki et à 27 kilomètres au nord-ouest de Bialystok. 

## Géographie

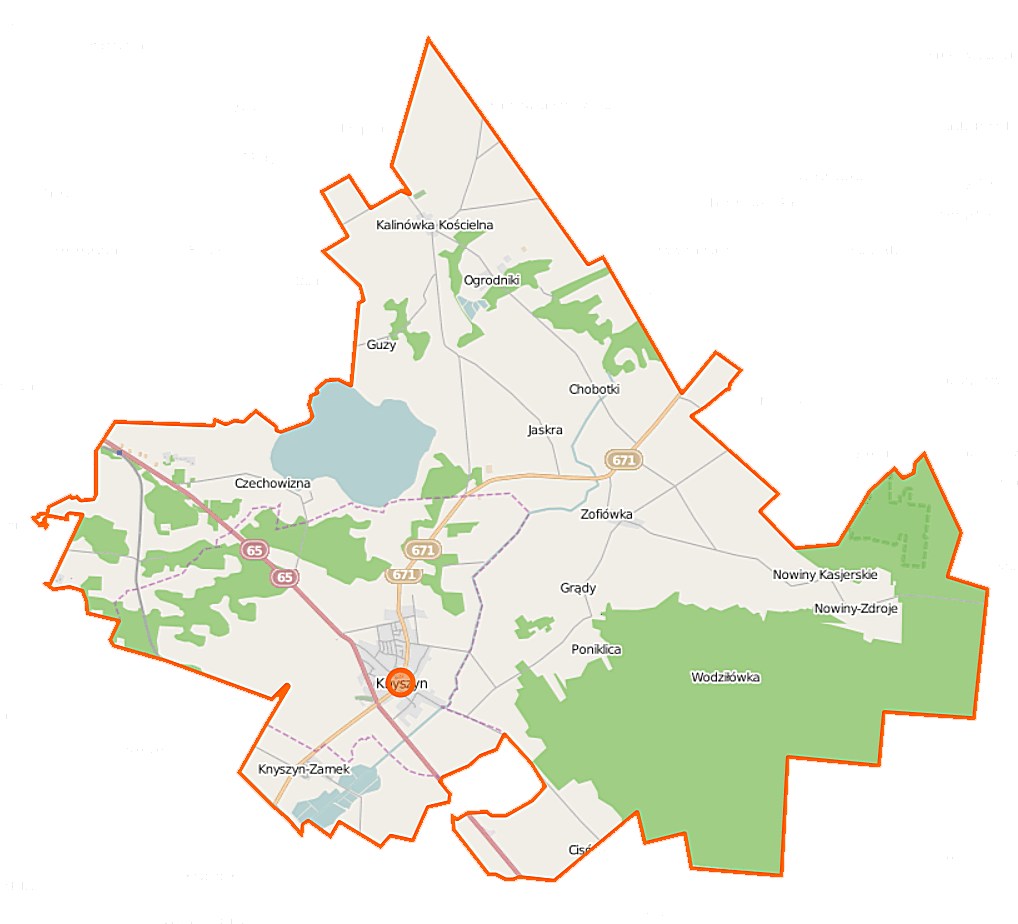
Carte de la gmina de Knyszyn.